# Playfish
Playfish è stata un'azienda creatrice di videogiochi per browser utilizzabili su piattaforme di social network come Facebook, MySpace, Bebo e iPhone. La sede era ubicata a Londra e aveva uffici a Pechino, San Francisco e Tromsø.

## Storia
Playfish fu fondata nel 2007 da Kristian Segerstrale, Sebastien de Halleux, Sami Lababidi, e Shukri Shammas.
L'azienda è creatrice di sedici giochi, tra cui Pet Society, The Sims Social, Who Has the Biggest Brain?, Word Challenge, Geo Challenge, Bowling Buddies, Minigolf Party, Restaurant City, Country Story e Crazy Planets. Pet Society è senz'altro il gioco più popolare di Playfish, e può vantare più di 8 000 000 di fan sulla sua pagina di Facebook. I giochi Playfish sono continuamente migliorati con nuove caratteristiche e sfide. A novembre 2009 la Playfish è stata acquistata dalla EA Games per 250 milioni di dollari.

## Modello commerciale
Playfish ricava i suoi introiti attraverso acquisti di beni all'interno dei giochi via servizi come PayPal e pubblicità interne ai giochi stessi.

## Titoli
La Playfish ha realizzato i seguenti titoli, in seguito tutti chiusi:
- Bowling Buddies
- Country Story
- Crazy Planets
- FIFA Superstars
- Geo Challenge
- Hotel City
- Little Cave Hero
- Madden NFL 13 Social
- Minigolf Party
- Monopoly Millionaires
- My Empire
- Madden NFL Superstars
- Pet Society
- Pirates Ahoy!
- Plants vs. Zombies Adventures
- Poker Rivals
- Quiztastic
- Restaurant City
- The Sims Social
- Who Has the Biggest Brain?
- Word Challenge